# نووگورودسکایا
نووگورودسکایا (روسی: Новгородская) یک منطقهٔ مسکونی در روسیه است که در استان آرخانگلسک واقع شده‌است.